# Fremont (Film)
Fremont ist ein Filmdrama von Babak Jalali. Darin spielt Anaita Wali Zada eine junge Frau, die aus Afghanistan geflohen ist und nun im kalifornischen Fremont lebt, wo sie in einer Glückskeksfabrik arbeitet. Um ihrem eigenen Lebensglück ein wenig nachzuhelfen, versucht sie über eine Nachricht, die sie in einen der Glückskekse packt, einen Freund zu finden. Der Film feierte im Januar 2023 beim Sundance Film Festival seine Premiere und kam im August 2023 in die US-Kinos. Der Kinostart in Deutschland erfolgte Anfang November 2023.

## Handlung
Die Afghanin Donya, die als Übersetzerin für das US-Militär in Kabul tätig war, ist nach der Machtübernahme der Taliban im Jahr 2021 aus ihrem Heimatland geflohen und lebt nun allein gemeinsam mit anderen afghanischen Flüchtlingen in einem Apartmentkomplex im kalifornischen Fremont. Dort hat die junge Frau einen Job in einer Fabrik für chinesische Glückskekse bekommen und ist für das Ausdrucken der Sprüche verantwortlich, die in diese gesteckt werden. Ihre Abende verbringt Donya meist alleine in einer Gaststätte, in der ein älterer Mitarbeiter in seiner Schicht heimlich afghanische Soaps sieht.
Weil Donya von Schuldgefühlen geplagt wird, ihre Familie in Afghanistan zurückgelassen zu haben, und auch unter Schlafproblemen leidet, nutzt sie einen Termin bei einem Psychiater, den ihr Nachbar nicht wahrnehmen kann, um nach Schlaftabletten zu fragen. Dr. Anthony übernimmt fortan im Rahmen eines Pro-Bono-Programms wöchentliche Sitzungen mit Donya.
Nachdem sie bei der Arbeit befördert wurde, weil eine ältere Mitarbeiterin an ihrer Station plötzlich tot umgefallen ist, versucht Donya, ihr Schicksal selbst in die Hand zu nehmen. Nun mit dem Erstellen und Zuschneiden der kleinen Zettel betraut, legt sie eine persönliche Notiz und ihre Telefonnummer in einen der Glückskekse. So macht Donya die Bekanntschaft mit dem Autohändler Daniel.

## Produktion

### Regie und Drehbuch
Fremont ist der vierte Spielfilm nach Frontier Blues, Radio Dreams und Land des in London lebenden, iranischen Filmemachers Babak Jalali. Gemeinsam mit Carolina Cavalli schrieb er auch das Drehbuch. Jalali kannte die titelgebende Stadt Fremont von den Dreharbeiten zu seinem Kurzfilm Radio Dreams und erklärt, dort lebe die größte afghanische Gemeinde in den Vereinigten Staaten.

### Besetzung und Dreharbeiten

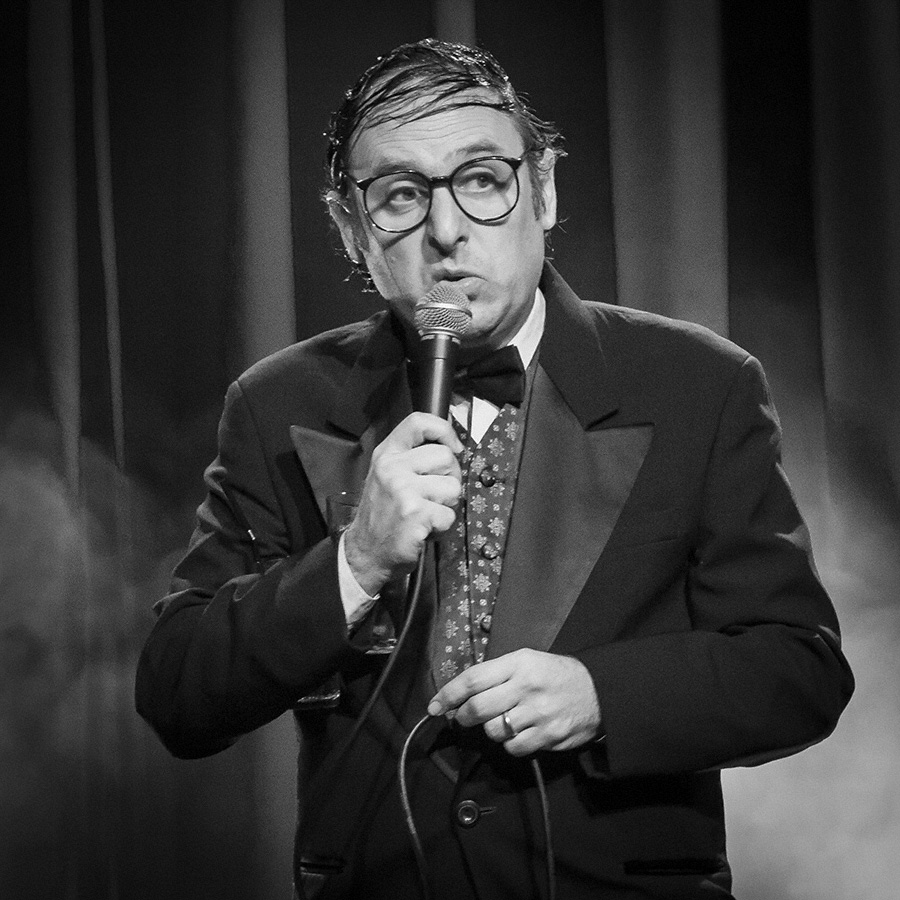
Der Comedian Gregg Turkington spielt Dr. Anthony

Anaita Wali Zada spielt in der Hauptrolle Donya. Sie arbeitete in Afghanistan als Journalistin und Moderatorin für das staatliche Fernsehen, bis sie im August 2021 nach der Machtübernahme der Taliban ihr Heimatland verließ. Da die Zahl von professionellen Schauspielern afghanischer Herkunft in Nordamerika überschaubar war, hatten Jalali und seine Crew über die sozialen Medien und über afghanische Gemeinde- und Kulturzentren einen Aufruf gestartet. Zada war zu dieser Zeit gerade fünf Monate in den USA. Gregg Turkington spielt Donyas Psychotherapeuten Dr. Anthony. Ricky, der Chef der Glückskeksfabrik, wird von Eddie Tang gespielt. Jeremy Allen White spielt den Autohändler Daniel. Hilda Schmelling ist in der Rolle von Donyas Kollegin Joanna zu sehen. Timur Nusratty und Siddique Ahmed spielen Donyas Nachbarn Suleyman und Salim.
Ursprünglich in Farbe geplant, wollte Jalali den Film letztlich in Schwarzweiß drehen. Eigentlich sollten die Aufnahmen im Sommer 2020 stattfinden, mussten jedoch wegen der Coronavirus-Pandemie verschoben werden. Der Film wurde dann von Kamerafrau Laura Valladao in 20 Tagen mit einem Seitenverhältnis von 4:3 gedreht. Die letzten Filme, für die Valladao tätig war, sind das Filmdrama Premature von Rashaad Ernesto Green, Homebody von Joseph Sackett und der Dokumentarfilm  Call Me Miss Cleo von Celia Aniskovich und Jennifer Brea.

### Filmmusik und Veröffentlichung
Die Filmmusik komponierte Mahmood Schricker, ein in Kanada lebender Iraner mit österreichischer Abstammung. Das Soundtrack-Album mit insgesamt acht Musikstücken wurde am 3. November 2023 veröffentlicht.
Fremont feierte am 20. Januar 2023 beim Sundance Film Festival seine Premiere, wo der Film in der Sektion Next gezeigt wurde. Im März 2023 erfolgten Vorstellungen beim South by Southwest Film Festival. Im April 2023 wurde der Film beim San Francisco International Film Festival vorgestellt. Anfang Juli 2023 wurde er beim Internationalen Filmfestival Karlovy Vary gezeigt. Im August 2023 wurde er als Abschlussfilm des Edinburgh International Film Festivals gezeigt. Am 25. August 2023 kam der Film in ausgewählte US-Kinos. Zwischen Juli und September 2023 wurde Fremont im Rahmen des New Zealand International Film Festivals gezeigt. Anfang September 2023 wurde er beim Festival des amerikanischen Films in Deauville im Hauptwettbewerb vorgestellt. Anfang Oktober 2023 wurde er beim Zurich Film Festival gezeigt und Ende des Monats beim Rome Film Fest. Der Kinostart in Deutschland war am 9. November 2023. Ende Januar, Anfang Februar 2024 wird Fremont beim Göteborg Film Festival gezeigt.

## Rezeption

### Kritiken
Von den bei Rotten Tomatoes aufgeführten Kritiken sind 98 Prozent positiv bei einer durchschnittlichen Bewertung mit 7,5 von 10 möglichen Punkten. Auf Metacritic erhielt der Film einen Metascore von 72 von 100 möglichen Punkten.
Roland Meier von outnow.ch schreibt, Fremont sei ein an gelungenen Momenten reicher Film, der so ganz anders daherkomme als das handelsübliche Flüchtlingsdrama. Die Glückskeksfabrik biete den entsprechenden Hintergrund für halbtiefsinnigen Small-Talk zwischen Arbeitskolleginnen oder mit Donyas chinesischen Boss und sehe in Schwarzweiß gedreht dabei ziemlich schick aus. Manchmal zünde ein Witz via Bildsprache innerhalb von Sekunden, ein anderes mal komme er langsam via Dialog zum Vorschein.
Maxime Maynard hebt in ihrer Kritik bei cineman.ch die starke Performance von Anaita Wali Zada in ihrer ersten Filmrolle hervor. Zweifellos hätten die Ähnlichkeiten zu ihren eigenen Erfahrungen die Natürlichkeit des Spiels noch einmal verstärkt, weil auch sie in die USA floh, als die Taliban zurückkamen: „den Gemütszustand ihrer Figur kennt sie also genau und teilt ihren Schmerz und auch ihre Schuldgefühle.“ Ihr monotoner Tonfall, von Laura Valladaos meist symmetrischer Fotografie begleitet, sorge für eine Atmosphäre, die zeitweise an Wes Anderson erinnere, so Maynard weiter. Diese visuellen Entscheidungen, wie auch den Film in Schwarzweiß zu drehen, schmeichelten dem Auge und unterstützten gleichzeitig die Geschichte über Depression, Einsamkeit und Schuld.
David Ehrlich von IndieWire schreibt in seiner Kritik, die Weisheiten, die Donyas Chef von sich gebe, seien ein wenig zu pragmatisch für die Glückskekse, doch habe er mit seinen Äußerungen recht. Praktisch jede Figur in Babak Jalalis und Carolina Cavallis Drehbuch zeige, dass die meisten von ihnen außer ihrer Sehnsucht danach, jemanden kennenzulernen, der sie versteht, nichts gemeinsam haben. Der Donya zuhörende Therapeut Dr. Anthony könne die Welt scheinbar nur verstehen, wenn er sie mit Geschichten von Jack London vergleicht. Das Schicksal von Donya, die es satt hat, Nachrichten ans Universum zu schicken, ohne etwas zurückzubekommen, bessere sich erst dann, als sie ihre Telefonnummer mit angibt. Jeremy Allen White in der Rolle von Daniel, der ihr daraufhin begegnet, sehe in der Rolle aus wie ein schmieriger junger Jean Gabin, sei in seinem kurzen Auftritt hervorragend und bringe das Ethos von Jalalis Film perfekt zum Ausdruck.

### Auszeichnungen
British Independent Film Awards 2023
- Nominierung als Bester internationaler Independentfilm

Festival des amerikanischen Films 2023
- Nominierung im Hauptwettbewerb
- Auszeichnung mit dem Preis der Jury[12][19]

Göteborg Film Festival 2024
- Nominierung im Internationalen Wettbewerb[20]

Independent Spirit Awards 2024
- Nominierung für die Beste Nachwuchsleistung (Anaita Wali Zada)
- Auszeichnung mit dem „John Cassavetes Award“[21]

Internationales Filmfestival Karlovy Vary 2023
- Nominierung für den Kristallglobus
- Auszeichnung für die Beste Regie im Wettbewerb[22][23]

Rome Film Fest 2023
- Nominierung im Progressive Cinema Competition[14]

Seattle International Film Festival 2023
- Nominierung im New American Cinema Competition[24]

Sundance Film Festival 2023
- Nominierung für den NEXT Innovator Award (Babak Jalali)[25]

Sun Valley Film Festival 2023
- Auszeichnung als Bester Spielfilm mit dem One in a Million Award[26]